# Hisako Ōishi
Hisako Ōishi (jap. 大石尚子, Ōishi Hisako; * 26. August 1936 in Etajima, Präfektur Hiroshima; † 4. Januar 2012 in der Präfektur Tokio) war eine japanische Politikerin der Demokratisch-Sozialistische Partei (DSP) sowie später der Demokratischen Partei (DPJ), die sowohl Mitglied des Shūgiin (Unterhauses) als auch des Sangiin (Oberhauses) war.

## Leben
Ōishi Hisako war die Enkeltochter von Akiyama Saneyuki, der im Mai 1905 als Vizeadmiral den Einsatz der  Kaiserlich Japanischen Marine während des Russisch-Japanischen Krieges die Seeschlacht bei Tsushima plante. Ihr Großonkel und älterer Bruder von Akiyama Saneyuki war General Akiyama Yoshifuru, der als Begründer der modernisierten japanischen Kavallerie nach der Meiji-Restauration gilt.
Sie selbst wuchs in Kamakura (Präfektur Kanagawa) auf und besuchte dort die Oberschule, ehe sie im Anschluss ein Studium an der Staatlichen Universität Yokohama absolvierte. Nach einem darauf folgenden postgradualen Studium am College of Foreign Studies in der Präfektur Kanagawa begann sie ihre politische Laufbahn 1971 als Kandidatin der DSP mit der Wahl zum Mitglied des Parlaments der Präfektur Kanagawa, dem sie bis 1989 angehörte.
Bei der Sangiin-Wahl 1989, Shūgiin-Wahl 1990 und der Sangiin-Wahl 1989 kandidierte sie jeweils ohne Erfolg für Mandate im Oberhaus beziehungsweise Unterhaus, ehe sie bei der Shūgiin-Wahl 2000 zur Abgeordneten des Unterhauses gewählt wurde. Dort vertrat sie bis 2005 den Wahlkreis Präfektur Kanagawa IV und gehörte dem Ausschuss für Bildung, Kultur, Sport und Wissenschaft als Mitglied an. Daneben war sie stellvertretende Vorsitzende der DPJ und gehörte deren Schattenkabinett an. Bei der Shūgiin-Wahl 2005 erlitt sie eine Wahlniederlage und verlor ihr Unterhausmandat an Hayashi Jun, ihren Herausforderer von der Liberaldemokratischen Partei (LDP).
Danach kandidierte sie bei Sangiin-Wahl am 29. Juli 2007 abermals erfolglos für das Oberhaus. Dabei erzielte sie landesweit 59.718 Wählerstimmen und belegte den 21. Platz auf der Wahlliste der DPJ, die allerdings nur zwanzig Vertreter ins Oberhaus entsenden konnte. Nach dem Tode von Yamamoto Takashi am 28. Dezember 2007 rückte sie dann als deren Nachfolgerin nach und wurde dadurch bis zu ihrem eigenen Tod Mitglied des Oberhauses. Zwischen 2010 und 2011 war Ōishi, der auch der Orden der Aufgehenden Sonne verliehen wurde, Vorsitzende des Disziplinarausschusses im Oberhaus.